# آيت الشلحة (فوم الجمعة المركز)
آيت الشلحة هو دُوَّار يقع بجماعة فم الجمعة، إقليم أزيلال، جهة بني ملال خنيفرة في المملكة المغربية. ينتمي الدوّار لمشيخة فوم الجمعة المركز التي تضم دوار واحد. يقدر عدد سكانه بـ 138 نسمة حسب الإحصاء الرسمي للسكان والسكنى لسنة 2004.

## وصلات خارجية
- البوابة الوطنية للجماعات الترابية
- المندوبية السامية للتخطيط